# Borja Bagunyà i Costes
Borja Bagunyà i Costes (Barcelona, 20 de març de 1982) és un escriptor català, fundador i director de l'Escola Bloom i editor de la revista Carn de Cap. És doctor en Teoria de la Literatura i Literatura Comparada per la Universitat de Barcelona, on ha exercit com a professor de la matèria.
La seva obra ha merescut diversos elogis de la crítica, a més de nombrosos reconeixements literaris com el Premi Mercè Rodoreda de contes i narracions (2006) pel volum de relats Defensa pròpia i el Premi de la Crítica de narrativa catalana (2022) per la seva primera novel·la Els angles morts. Aquesta darrera obra ha estat traduïda al castellà per Rubén Martín Giráldez amb el títol Los puntos ciegos.

## Obres
Narrativa
- Apunts per al retrat d'una ciutat (Arola Editors, 2004)
- Defensa pròpia (Edicions Proa, 2007)
- Plantes d'interior (Editorial Empúries, 2011)
- Trapologia, amb Max Besora (Ara Llibres, 2018)
- Els angles morts (Edicions del Periscopi, 2021)
- Sessió de control / Una casa i un flagell (Comanegra, 2023)
- Breu història del mandat (Fragmenta, 2023)

## Premis
- 2006: Premi Mercè Rodoreda per Defensa pròpia.[9]
- 2006: Premi Qwerty de Betevé a l'Autor revelació per Defensa pròpia.[10]
- 2011: Premis Fundació Princesa de Girona d'Arts i Lletres pel seu talent en la creació literària.[11]
- 2021: Premi Punt de Llibre dels Premis Núvol.[12]
- 2022: Premi de la Crítica de narrativa catalana per Els angles morts.[7]